# Eugenio Genero
Eugenio Genero (Venezia, 24 dicembre 1875 – 1947) è stato un poeta italiano che scrisse in dialetto veneziano nella prima metà del XX secolo.

## Biografia
Nato illegittimo da una relazione fra un «aitante cuoco di bordo» e una fanciulla della famiglia dei gioiellieri veneziani Zeno-Toledano, marrani sefarditi originari di Toledo, venne cresciuto dalla famiglia ebrea dei Genero, marrani anch'essi, che gli dettero il loro nome.
Mise insieme una delle prime squadre fasciste veneziane, chiamata la "Serenissima", e fu tra i fondatori del Fascio di Venezia. Suo genero Rolando Giuseppe Prat, membro della "Serenissima", partecipò alla marcia su Roma.
Fu il nonno materno di Hugo Pratt, da cui venne ricordato in una tavola del romanzo a fumetti Corte Sconta detta Arcana con alcuni versi della sua poesia "Venezia mia".
«A cosa pensi?» chiede Rasputin a Corto Maltese mentre marciano nel deserto.
 «A Eugenio Genero,» è la risposta, «un poeta del vernacolo veneziano. Chissà perché, in questo momento non riesco a pensare ad altro.»
Pratt, che ebbe modo di conoscere il nonno per vent'anni, ne lasciò anche un'ampia descrizione in un'intervista ad Alberto Ongaro:
«La figura importante è quella del nonno materno... Era come vivere accanto a un personaggio di un romanzo grottesco, un personaggio inventato, disegnato...»
 «Be', intanto i mestieri che faceva: poeta dialettale e pedicure. Non vedeva contraddizioni in queste attività. Anzi le considerava complementari l'una all'altra. Parlava dei piedi con grande rispetto, con amore della lunghezza delle unghie e della loro forma, con competenza dottorale di calli e duroni. Anche i piedi hanno i loro problemi, diceva. Non era un cattivo poeta dialettale. I suoi versi avevano una certa delicatezza e non mancavano di ironia. Era invece assolutamente privo di ironia nella vita privata. Fascista, fondatore dei fasci di combattimento di Venezia, andava in giro con una specie di gran sombrero nero in testa, un mantello e una sciarpa bianca. Si considerava un grande teorico di guerra.»
 «Mi divertiva... Ripensandoci, in certi personaggi secondari delle mie storie, in certi caratteristi, c'è la traccia del nonno poeta-pedicure. Mia nonna materna invece era una Azim (musulmana) turca la cui famiglia era venuta a Venezia, anzi a Murano, nel 1400, e aveva soffiato il vetro nelle fabbriche della Serenissima.»
 «...mio nonno era un bastardo, il nome che portava era della famiglia che lo aveva adottato. In realtà era nato dagli amori peccaminosi di una giovane nobildonna con un aitante cuoco di bordo. La nobildonna discendeva da un'antica famiglia ebreo-spagnola che aveva curato gli interessi della repubblica veneta a Toledo e che dopo le persecuzioni degli ebrei da parte dell'Inquisizione era fuggita a Venezia, aveva ottenuto un titolo nobiliare e si era convertita.»
 «Sì, sefarditi cristianizzati che... venivano chiamati marrani. Dunque, messa al mondo la creaturina che sarebbe diventata mio nonno, poeta-pedicure, la contessina, per evitare lo scandalo, pensò di sbarazzarsene e cercò una famiglia onesta e di garbo affinché l'adottasse. Riuscì a trovarla; era la famiglia del barbiere di suo padre, il conte: la famiglia Genero, anch'essi ebrei convertiti, i quali si presero il bambino e lo allevarono dandogli il loro nome. Naturalmente, non lo fecero per nulla. In cambio ebbero del denaro...»

## Opere
- La vose del cuor, Venezia, Zanetti, 1922 (2ª ed. 1938).
- Soto 'l cielo de Venezia. Poesie, Venezia, Istituto Veneto di Arti Grafiche, 1922.
- Gino Cavaleri, Contrasti (versi di Eugenio Genero), Venezia, La galegiante, 1922.
- "Amor" (canzonetta di Pier Adolfo Tirindelli, testo di Eugenio Genero), in Canzonette del Redentore, Padova, Carturan, 1923.
- Pier Adolfo Tirindelli, Equivoco, romanza dedicata al compositore Ugo Levi, parole di Eugenio Genero.
- Falive. Rime veneziane, Venezia, Zanetti, 1925.[7]
- Ultime giosse, Venezia, Umberto Bortoli, 1929.
- Antonio Guarnieri, Su la laguna. Notturno (canzone popolare veneziana) per canto e pianoforte (versi di Eugenio Genero), Milano, Ricordi, 1931.
- Ancora un refolo, Venezia, Umberto Bortoli, 1932.
- "Lassime star" (versi di Eugenio Genero), in Guido Bianchini, Gondole e chitare. Canzonette veneziane, Milano, Sonzogno, 1935.